# 3 Pułk Piechoty Legionów Armii Krajowej
3 pułk piechoty Legionów Armii Krajowej (3 pp Leg. AK) – oddział piechoty Armii Krajowej.
W wyniku akcji odtwarzania przedwojennych jednostek wojskowych powstała 2 Dywizja Piechoty Legionów AK „Pogoń” – Okręg Radom-Kielce AK, a w jej składzie 3 pułk piechoty Legionów AK. Pierwszy etap mobilizacji i formowania oddziałów rozpoczął się na początku lipca 1944.

## Mobilizacja i koncentracja
Inspektorat Starachowicki zmobilizował dowództwo i sztab pułku.
Obwód Konecki AK, wobec trudności w uzbrojeniu utworzył tylko I batalion. Stan jego wynosił 750 ludzi.
II batalion powstał z oddziału partyzanckiego inspektoratu dowodzonego przez ppor. Antoniego Hedę „Szarego". Stan wynosił wówczas ok. 750 ludzi.
III baon nie zdążył zmobilizować się w wyznaczonym czasie i pozostał na terenie Obwodu Iłżeckiego. Przed wyruszeniem na pomoc Powstaniu Warszawskiemu na to miejsce przydzielono 27 sierpnia batalion z Obwodu Kozienickiego. Zgodnie z przydziałem miał to być I baon 172 pp AK, ze zgrupowania 28 DP AK. Batalion ten, w sile 438 ludzi jako III wszedł w skład pułku.
Ze względu na krótki okres mobilizacyjny, przyspieszony rozkazem marszu na pomoc Warszawie (akcja „Zemsta”), w rejonie koncentracji w lasach niekłańskich pułk osiągnął stan około 1900 ludzi.

## Akcja „Burza”
Po decyzji o rozwiązaniu koncentracji do akcji „Zemsta” i pozostaniu całością sił na terenie Okręgu Radomsko-Kieleckiego AK do wykonywania akcji „Burza”, zgrupowaniu 2 DP Leg. AK wyznaczono rejon na południowy zachód od Kielc (lasy nadleśnictwa Dyminy, między Kielcami a Chęcinami) z przewidywanym przyszłym zadaniem opanowania Kielc. Zgrupowanie do połowy września przebywało w lasach rejonu Radoszyce – Małachów – Mniów. 2 i 3 września 1944 roku pułk wziął udział w boju pod Radoszycami i Grodziskiem, skąd wycofał się pod Trawniki. Przeszło tygodniowy pobyt w tym rejonie pozwolił na uporządkowanie pododdziałów pułku. 13 września pod Miedzierzą i Trawnikami doszło do ciężkich walk z oddziałami Wehrmachtu. Pułk przez kilka dni wycofywał się na południe. 17 września w godzinach porannych placówka 5 kompanii pułku została wykryta przez oddział niemiecki w leśniczówce Szewce. Doszło do całodobowych, ciężkich walk, w których pułk stracił 1 zabitego i 11 rannych. Zginęło ponad 100 żołnierzy wroga, a kilkudziesięciu zostało rannych.
Pułk wycofał się do lasów włoszczowskich, gdzie 27 września został zaatakowany pod Zakrzowem przez oddział żandarmerii wsparty przez lotnictwo i jednostki pancerne. Straty pułku wyniosły 3 rannych. Zniszczono 1 czołg i 2 samochody pancerne, liczby zabitych i rannych żołnierzy niemieckich nie ustalono.

## Urlopowanie
27 września zapadła decyzja podziału 2 DP Leg. na pułki i częściowego urlopowania żołnierzy. Pułki już w nocy rozpoczęły marsze do wyznaczonych im rejonów, w których miały urlopować żołnierzy i wykonywać dalsze zadania.
3 pp Leg. AK odskoczył w nocy z 27 na 28 września na północ, gdzie po przejściu toru kolejowego linii Kielce—Częstochowa w rejonie stacji kolejowej Ludynia i dalej po przekroczeniu wzgórz małogoskich miał maszerować w lasy Obwodu Koneckiego AK.
3 listopada Niemcy rozpoczęli obławę w lasach przysuskich. W obławie w lasach chlewiskich pułk nie przyjął walki i wycofał się bez strat. Natomiast w dniu 5 listopada już w lasach niekłańskich postępująca za 3 pp Leg. AK i 25 pp AK obława niemiecka uderzyła na oddział por. „Szarego". W walce zginęło 9 żołnierzy, a kilkunastu zostało rannych, zginęła też większość taboru. Oddział oderwał się od Niemców i ruszył do Obwodu Iłżeckiego AK.
Na przełomie grudnia 1944 i stycznia 1945 oddziały Armii Krajowej Okręgu Radomsko-Kieleckiego AK znajdowały się na leżach zimowych. Nieliczne i drobne oddziały znajdowały się w stanie pogotowia. W połowie stycznia 1945 ruszyła ofensywa sowiecka. Oddziały Armii Krajowej działały jedynie pojedynczymi plutonami, likwidując tylne straże wojsk niemieckich bądź informując dowódców nacierających oddziałów sowieckich o zgrupowaniach wroga. 19 stycznia Armia Krajowa została rozwiązana.

## Ordre de Bataille i obsada personalna pułku
sierpień – wrzesień 1944
Dowództwo
- dowódca – kpt. Stanisław Poreda „Świątek”
- adiutant taktyczny – por. Henryk Gruszczyński „Blady”
- kwatermistrz – kpt. Michał Niwiński „Krok”
- kapelan – ks. Feliks Kowalik „Andrzej”
- naczelny lekarz – kpt. lek. dr Stefan Lewicki

I batalion
- dowódca – kpt. Jerzy Niemcewicz „Kłos”
- dowódca 1 kompanii – por. Kazimierz Kosmal „Młot”
- dowódca 2 kompanii – ppor./por. Bolesław Barański „Serwo”
- dowódca 3 kompanii – ppor./por. Władysław Skorupski „Poleszuk”

II batalion
- dowódca – ppor./por. Antoni Heda „Szary”
- dowódca 4 kompanii – ppor./por. Henryk Wojciechowski „Sęk”
- dowódca 5 kompanii – ppor./por. Ludwik Wiechuła „Jeleń”
- dowódca 6 kompanii – ppor./por. Marian Wujkiewicz „Judym”

III batalion / I batalion „kozienicki” 172 pp AK /
- dowódca – por./kpt. Władysław Molenda "Grab”
- dowódca 7 kompanii  – ppor. Ignacy Pisarski „Maria”, „Maryśka”
- dowódca 8 kompanii – ppor./por. Józef Abramczyk „Tomasz”
- dowódca 9 kompanii – por. Kazimierz Aleksandrowicz  „Huragan”.